# Pehr Pehrson i Törneryd
Pehr Pehrson (i riksdagen kallad Pehrson i Törneryd), född 3 september 1845 i Bräkne-Hoby församling, Blekinge län, död 17 mars 1915 i Åryds församling, Blekinge län, var en svensk lantbrukare och riksdagsman.
Pehrson genomgick 1863–1865 Marielunds lantbruksskola, slog sig sedan ned som lantbrukare i sin fädernebygd 1870 och invaldes redan 1874 i länets landsting, som han därefter oavbrutet tillhörde (1899–1902 som vice ordförande och från 1903 som dess ordförande).
Pehrson representerade Bräkne domsagas valkrets i andra kammaren 1879–1908. Helt sympatiserande med den tidens lantmannapartis tendenser, kom han, tack vare sin goda talegåva, att snart inom partiet intaga en framskjuten ställning och insattes 1885 i statsutskottet, som han sedermera ända till 1908 tillhörde (med undantag av 1888–1889, då han hade plats i lagutskottet), och var från 1898 dess vice ordf. Vid tullstridens utbrott anslöt sig Pehrson till protektionisterna, dock med så föga entusiasm, att han efter Lantmannapartiets sprängning stannade kvar inom Gamla lantmannapartiet. Sträng sparsamhetsivrare och försiktig i fråga om militära anslagskrav, understödde Pehrson visserligen efter mycken tvekan det 1892 antagna härordningsförslaget, men bidrog 1901 till, att K. M:ts ursprungliga förslag väsentligt reducerades.
1903–1908 fungerade Pehrson som andra kammarens vice talman och var vid 1905 års lagtima riksdag ledamot i hemliga utskottet samt vid båda urtima riksdagarna samma år medlem av särskilda utskottet för behandlingen av med unionsupplösningen sammanhängande frågor.
Med exklusiv jordbrukarsyn på tingen visade Pehrson sig ha svårt att uppskatta betydelsen av de sociala frågor, som vid den här tiden började göra sig gällande på dagordningen. Till rösträttsfrågan ställde han sig länge kallsinnig och uttalade 1902 en avgjord obenägenhet mot proportionella val, vilken han dock 1904 godkände. 1910 valdes han till ledamot av första kammaren, där han intog en tillbakadragen ställning. Vid kammarupplösningen hösten 1911 undanbad han sig omval.